# Mary Alden
Pour les articles homonymes, voir Alden.
Mary Alden est une actrice américaine, née le 18 juin 1883 à New York (État de New York, États-Unis), morte le 2 juillet 1946 à Woodland Hills (Californie).

## Filmographie
- 1913 : The Better Way (it) de Wray Bartlett Physioc (it)
- 1913 : Man and Woman
- 1914 : The Little Country Mouse
- 1914 : The Battle of the Sexes : Mrs. Frank Andrews
- 1914 : The Godfather
- 1914 : The Stiletto
- 1914 : Cigar Butts
- 1914 : The Quicksands de Christy Cabanne
- 1914 : Dad's Outlaws
- 1914 : Home, Sweet Home de D. W. Griffith : la mère
- 1914 : The Lover's Gift
- 1914 : For the Sake of Kate
- 1914 : The Double Knot de Raoul Walsh
- 1914 : Lord Chumley
- 1914 : The Severed Thong
- 1914 : The Weaker Strain
- 1914 : The Vengeance of Gold
- 1914 : A Red Man's Heart
- 1914 : The Second Mrs. Roebuck
- 1914 : The Milkfed Boy
- 1914 : The Unpainted Portrait
- 1914 : The Wrong Prescription
- 1914 : A Woman Scorned
- 1914 : Another Chance
- 1914 : The Old Maid
- 1914 : In Fear of His Past
- 1915 : What Might Have Been
- 1915 : Naissance d'une nation (The Birth of a Nation) de D. W. Griffith : Lydia Brown
- 1915 : The Lucky Transfer : Helen Holland
- 1915 : The Slave Girl : Sally
- 1915 : The Outcast de John B. O'Brien : la mère
- 1915 : A Man's Prerogative : Elizabeth Town
- 1915 : Ghosts de John Emerson  et George Nichols : Helen Arling
- 1915 : Big Jim's Heart
- 1915 : Bred in the Bone
- 1915 : Le Lys et la Rose (The Lily and the Rose) de Paul Powell
- 1915 : Her Mother's Daughter
- 1916 : Austin
- 1916 : Acquitted de Paul Powell : Mrs. Carter
- 1916 : Paria de la vie (The Good Bad Man) d'Allan Dwan : Jane Stuart
- 1916 : Macbeth de John Emerson : Lady Macduff
- 1916 : An Innocent Magdalene d'Allan Dwan : La femme
- 1916 : Intolérance (Intolerance: Love's Struggle Throughout the Ages) de D. W. Griffith
- 1916 : Hell-to-Pay Austin : Doris Valentine
- 1916 : Pillars of Society de Raoul Walsh : Lona Tonnesen
- 1916 : The Narrow Path : Shirley Martin
- 1916 : Miss Bengali (Less Than the Dust) de  John Emerson : Mrs. Bradshaw
- 1917 : The Argyle Case : Nellie Marsh
- 1917 : The Land of Promise : Gertie Marsh
- 1918 : The Naulahka (en) de George Fitzmaurice : La mère du Prince
- 1918 : The Narrow Path (en) : Margaret Dunn
- 1919 : Common Clay (en) : Mrs. Neal
- 1919 : The Unpardonable Sin : Mrs. Parcot
- 1919 : The Mother and the Law
- 1919 : Le Papillon brisé (The Broken Butterfly) de Maurice Tourneur : Zabie Elliot
- 1919 : Erstwhile Susan : Erstwhile Susan
- 1920 : Silk Husbands and Calico Wives : Edith Beecher
- 1920 : The Inferior Sex : Clarissa Mott-Smith
- 1920 : Parted Curtains : Mrs. Masters
- 1920 : Miss Nobody, de Francis J. Grandon : la femme de Jason
- 1920 : Milestones : Rose Sibley
- 1920 : Honest Hutch : Mrs. Hutchins
- 1921 : Trust Your Wife
- 1921 : The Witching Hour : Helen Whipple
- 1921 : Snowblind : Bella
- 1921 : The Old Nest : Mrs. Anthon
- 1922 : Man with Two Mothers : la veuve O'Neill
- 1922 : The Hidden Woman d'Allan Dwan : Mrs. Randolph
- 1922 : A Woman's Woman : Densie Plummer
- 1922 : Notoriety : Ann Boland
- 1922 : The Bond Boy de Henry King
- 1923 : Has the World Gone Mad! : Mrs. Bell
- 1923 : The Tents of Allah
- 1923 : The Empty Cradle : Alice Larkin
- 1923 : The Steadfast Heart : Mrs. Burke
- 1923 : The Eagle's Feather : Delia Jamiesoon
- 1923 : Le Vertige du plaisir (Pleasure Mad) de Reginald Barker : Marjorie Benton
- 1924 : Painted People de Clarence G. Badger : Mrs. Bryne
- 1924 : A Fool's Awakening : Myra
- 1924 : When a Girl Loves : la tsarine
- 1924 : Babbitt : Mrs. Myra Babbitt
- 1924 : Soiled : Mrs. Brown
- 1924 : The Beloved Brute (en) de J. Stuart Blackton : Augustina
- 1925 : Siege : Tante Augusta
- 1925 : Faint Perfume : Ma Crumb
- 1925 : The Happy Warrior : Tante Maggie
- 1925 : Under the Rouge : Martha Maynard
- 1925 : The Unwritten Law
- 1925 : Quand on a vingt ans (The Plastic Age) de Wesley Ruggles : Mrs. Carver
- 1926 : The Earth Woman : Martha Tilden
- 1926 : Tom, champion du stade (Brown of Harvard) de Jack Conway : Mrs. Brown
- 1926 : Lovey Mary de King Baggot : Mrs. Wiggs
- 1926 : April Fool : Amelia Rosen
- 1927 : Papa spécule (The Potters) de Fred C. Newmeyer : Ma Potter
- 1927 : The Joy Girl : Mrs. Courage
- 1927 : Twin Flappers
- 1928 : Ce bon monsieur Hunter (Fools for Luck) : Mrs. Hunter
- 1928 : Ladies of the Mob de William A. Wellman : Annie
- 1928 : Les Cosaques (The Cossacks) de George William Hill : mère de Lukashka
- 1928 : Foraine (en) (Sawdust Paradise) de Luther Reed : la mère
- 1928 : Someone to Love : Harriet Newton
- 1929 : Port of Dreams
- 1931 : Élection orageuse (Politics) de Charles Reisner : Mrs Mary Evans
- 1932 : Hell's House : Lucy Mason
- 1932 : Raspoutine et l'Impératrice (Rasputin and the Empress)
- 1932 : Strange Interlude de Robert Z. Leonard : Mary, la bonne de Leed
- 1935 : One More Spring de Henry King : rôle indéterminé
- 1935 : Meurtre au Grand Hôtel (The Great Hotel Murder) : Mrs Harvey
- 1936 : Gentle Julia : la tante
- 1936 : Legion of Terror
- 1936 : Career Woman : femme au foyer
- 1937 : That I May Live d'Allan Dwan

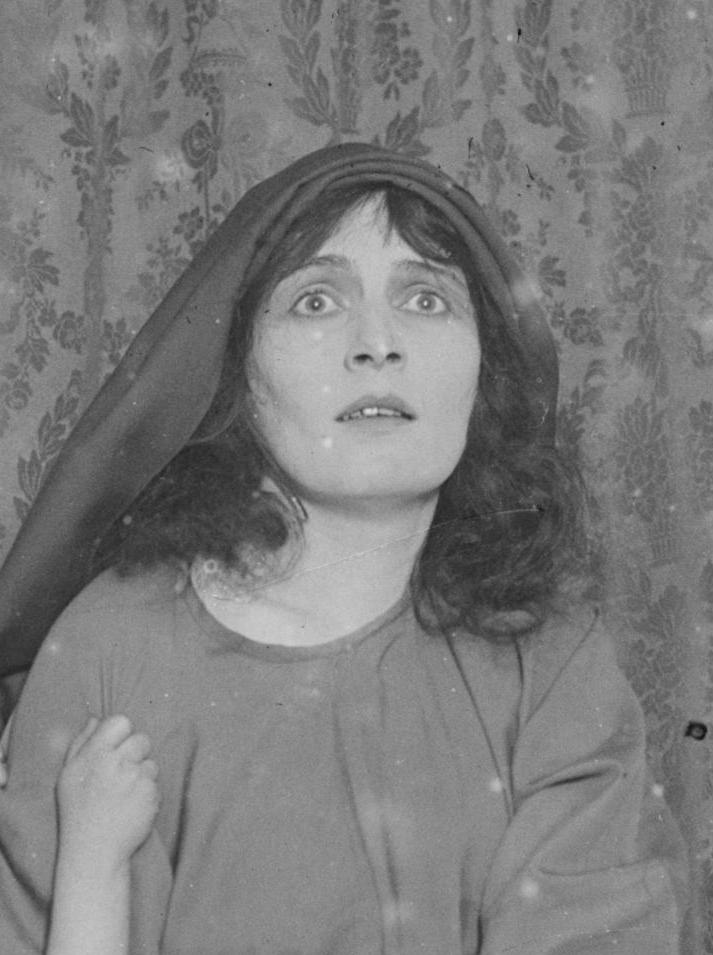
Mary Alden